# Виенска академия за изящни изкуства
Виенската академия за изящни изкуства е обществено художествено училище във Виена, Австрия.

## История
Академията за изящни изкуства във Виена е основана през 1692 г. като частна академия по модела на Accademia di San Luca и Académie Royale de Peinture et de Sculpture от кралския художник Петер Щрудел, който става неин ръководител (Praefectus Academiae Nostrae). През 1701 г. той е удостоен с благородническа титла от император Йозеф I като фрайхер (барон) на империята. При неговата смърт през 1714 г. академията временно е затворена.
На 20 януари 1725 г. император Карл VI назначава французина Якоб ван Шупен като префект и директор на Академията, която се преосновава като Имперска и кралска академия за художници, скулптори и архитекти (на немски: К.К. Hofakademie der Maler, Bildhauer und Baukunst). След смъртта на Карл VI през 1740 г. академията е в упадък, но по време на управлението на дъщеря му Мария Терезия нов устав реформира академията през 1751 г. Престижът на академията нараства през деканството на Микеланджело Унтербергер и Паул Трогер през 1767 г. и при арцхерцогините Мария Анна и Мария Каролина Австрийска, които стават първите ѝ почетни членове. През 1772 г. се извършват допълнителни реформи в организационната структура. Канцлерът Венцел Антон Кауниц интегрира всички съществуващи художествени школи в Имперска и кралска обединена академия за изящни изкуства (на немски: К.К. vereinigten Akademie der bildenden Künste). Думата „обединена“ (vereinigten) по-късно отпада. През 1822 г. кабинетът за изкуство нараства значително със завещанието на почетния член Антон Франц де Паула Граф Ламберг-Шпринлищайн. Неговата колекция образува гръбнака на изложените във Виена творби от изобразителното изкуство.
През 1872 г. австрийският император Франц Йосиф I ѝ дава нов статут, която я прави върховен държавен орган за изкуство. Нова сграда е построена по планове, проектирани от датския архитект Теофил Хансен в хода на оформлението на булевард „Рингщрасе“. На 3 април 1877 г. сградата на академията е открита в квартал Инерещат, интериорните довършителни работи, включително и таван с фрески от Анселм Фойербах, продължават до 1892 г.
През 1907 и 1908 г. младият Адолф Хитлер, дошъл от Линц, на 2 пъти е късан на приемния изпит за класа по рисуване. Пребивава във Виена, като живее с надбавката си за сираци и се опитва неуспешно да стане професионален художник. Продава свои любителски картини, предимно акварели, срещу оскъдно хранене, докато се премества от Виена в Мюнхен през май 1913 г.
След Аншлуса на Австрия с Нацистка Германия през 1938 и до 1945 г. академията е принудена да намали силно броя на еврейския си персонал. След Втората световна война академията е възстановена през 1955 г. и нейната автономия е потвърдена отново. През 1998 г. получава статут на университет, но запазва първоначалното си име. Понастоящем е единственият австрийски университет, в чието наименование липсва думата „университет“.

## Структура
Академията е разделена на следните институти::
- Институт за изящни изкуства, в който се помещават тринадесет отдела: Абстрактна живопис; Изкуства и цифрови медии; Изкуство и фотография; Изкуство и наука; Концептуално изкуство; Контекстуална живопис; Разширено изобразително пространство; Фигуративна живопис; Графични изкуства и техники за печат; Обект скулптура; Изпълняващо изкуство – скулптура; Видео и видео инсталация; Текстова скулптура[4]
- Институт за теория на изкуството и културни изследвания (теория на изкуството, философия, история);
- Институт за опазване и реставрация;
- Институт за природни науки и технологии в изкуството;
- Институт за средно образование (занаятчийски, дизайнерски, текстилни изкуства);
- Институт за изкуство и архитектура.

Понастоящем академията има около 1300 студенти, почти една четвърт от които са чуждестранни студенти. Неговият преподавателски състав включва „звезди“ като Петер Слотердайк. Библиотеката му съдържа приблизително 110 хиляди тома, а „кабинетът за офорти“ (Kupferstichkabinett) има около 150 хиляди рисунки и отпечатъци. Колекцията му е сред най-големите в Австрия, използва се за академични цели, но архивите са отворени и за широката общественост.

## Известни възпитаници
- Фридеш Шулек[5] (*19.XI.1841 – †5.IX.1919)
- Мария Анвандер
- Алойс Арнегер
- Йоанис Аврамидис
- Уилям Бърчи
- Bernhard Cella
- Георг Декер
- Хелмут Диц
- Антонин Енгел
- Джоузеф Флек
- Хелмут Греф
- Готфрид Хелнвайн
- Волфганг Холега
- Ханс Холайн
- Алфред Хръдличка
- Корнелия Джеймс[6]
- Готфрид Линдауер
- Франц Ксавиер Месершмид
- Урош Предич
- Константин Даниел Розентал
- Егон Шиле
- Рудолф Михаел Шиндлер
- Отмар Шимковиц
- Теодор Сокл
- Вили Соукоп
- Ото Вагнер
- Ервин Вурм
- Бруно Зах
- Вера Недкова

### Други личности
- Карл Айген (1684 – 1762), студент, режисьор и професор
- Паул Трогер (1698 – 1762)
- Йохан Георг Плацер (1704 – 1761)
- Франц Антон Маулберч (1724 – 1796)
- Йозеф Мьосмер (1780 – 1845)
- Томас Ендер (1793 – 1875)
- Константин Данил (1802 – 1873)
- Алберт Цимерман (1808 – 1888)
- Рудолф фон Алт (1812 – 1905)
- Фридрих фон Шмит (1825 – 1891)
- Анселм Фойербах (1829 – 1880), професор (1873 г.)
- Рудолф Шварц (1840 – 1912)
- Менчи Клемент Чрънчич (1865 – 1930)
- Емил Фукс (1866 – 1929)
- Петер Беренс (1868 – 1940 г.)
- Максимилиан Либенвайн (1869 – 1926)
- Алоис Арнегер (1879 – 1963)
- Клеменс Холцмайстер (1886 – 1983)
- Леополд Мацал (1890 – 1956)
- Едуин Гринауер (1893 – 1964)
- Курт Вайс (1895 – 1966)
- Каспар Неер (1897 – 1962)
- Норберт Тролер (1900 – 1984))
- Грета Кемптон (1901 – 1991)
- Роланд Райнер (1910 – 2004)
- Лудвиг Мерварт (1913 – 1979)
- Йоанис Аврамидис (р. 1922 г.)
- Фриденсрайх Хундертвасер (1928 – 2000)
- Густав Пейхъл (р. 1928 г.)
- Антон Лемден (р. 1929 г.)
- Ернст Фукс (р. 1930 г.)
- Харун Фароки (1944 – 2014)
- Готфрид Хенлвайн (р. 1948 г.)
- Ф. Скот Хес (р. 1955 г.)
- Оз Алмог (р. 1956 г.)
- Дидрих Дидерикхсен (р. 1957 г.)
- Андреа Мария Дусл (р. 1961 г.)
- Даниел Рихтер (р. 1962 г.)
- Тамуна Сирбиладзе (1971 – 2016)
- Саед Даносян (1979 – 1985)